# Carlo Rossetti (Kardinal)

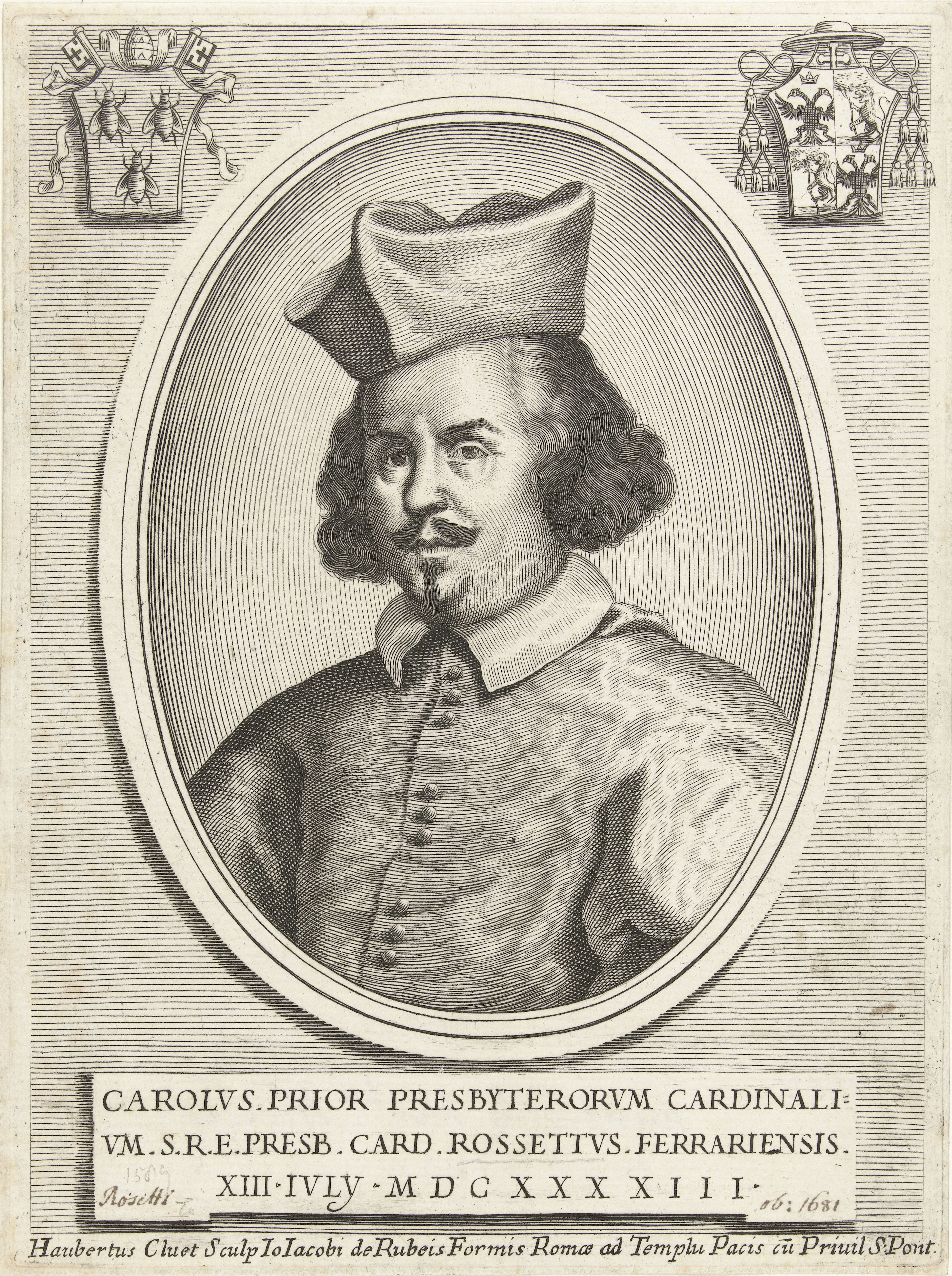
Carlo Kardinal Rossetti, ca. 1654–1672

Carlo Rossetti (Roscetti) (* 1614 in Ferrara; † 23. November 1681) war ein italienischer Kardinal aus einer adeligen Familie aus Ferrara. Anfangs war er in London als geheimer Apostolischer Nuntius von Urban VIII. Während dieser Zeit wurde er als Count Charles Rossetti oder als Prince Rossetti (nach der italienischen Mode) bezeichnet. Er nutzte seinen Titel als italienischer Adeliger um unentdeckt in England zu leben und nicht als Vertreter der römisch-katholischen Kirche verfolgt zu werden.

## Frühes Leben
Carlo Rossetti wurde in einer adeligen Familie in Ferrara geboren und wurde am 26. März 1614 in der Kathedrale von Ferrara getauft. Später erhielt er dank päpstlicher Dispens schon in jungen Jahren die Ernennung zum Kanoniker von Ferrara. Als junger Mann kam er nach Rom. Mit 18 Jahren führte er eine öffentliche Disputation in Philosophie und Theologie in Anwesenheit von Kardinal Francesco Barberini, dem Neffen von Urban VIII. Er studierte danach Rechtswissenschaften an der Universität Bologna und schloss als in utroque iure (der beiden Rechte) ab. Kardinal Barberini lobte Rosette bei Papst Urban VIII. und dieser ernannte ihn zum Prälaten und Referenten der beiden Signaturen. Er diente Papst Urban VIII. und seiner Familie Barberini, vor allem den Neffen Francesco Barberini und Antonio Barberini.

## Nuntius in London
Die Familie Barberini war von seiner Kraft und Energie beeindruckt und schickten ihn als Apostolischer Nuntius zuerst nach Deutschland und dann im August 1639 nach England als Nachfolger des päpstlichen Agenten George Con, der schwer krank war. Dort unterstützte er die irischen Katholiken bei ihren Kampf gegen das Englische Parlament. Über seine Mission äußerte sich ein italienischer Historiker:

“There arrived, at London to reside at the court as a gentleman traveller, sent by Cardinal Barberini, but effectively he was the Pope's nuncio, by name Charles Rossetti, an earl by birth who had taken upon him the church habit von a prelate; who was von a great spirit, active and prudent, able to undertake business von the greatest difficulty. He was valorous von heart, had a learned tongue, was quick in parts; in brief, he was such and one that his fellow could not be found in all the Court von Rome.”

„Er kam in London an, als eine Gentleman-Reisender, der von Kardinal Barberini entsandt worden war, am Hof zu wohnen. In Wirklichkeit war er der Apostolische Nunitius namen Charles Rosseti, ein Earl von Geburt, der das Gewand eines Prälaten annahm. Er war von großen Geist, aktiv, umsichtig und fähig Geschäfte von größter Schwierigkeit zu unternehmen. Er war von tapferen Herzen, hatte eine gelehrte Zunge. Kurz er war ein Getreuer wie er nicht nochmal am päpstlichen Hof gefunden werden kann.“

Die Mission von Rossetti war wegen des Konflikts zwischen der Römisch-Katholischen Kirche und England sehr gefährlich. Italienische Autoren wagten es wegen der großen Gefahr nicht seinen Namen zu veröffentlichen. Die Mission war aber größtenteils erfolgreich. Es gelang ihn einige Personen davon zu überzeugen Priester zu verbannen anstatt sie hinzurichten. Als Kritiker König Karl I. und seinem Erzbischof William Laud vorwarfen, dass sie Papisten seien, nutzte er die Gelegenheit zu erwägen, dass der König zum Katholizismus konvertieren könne, wenn es ihm sowieso vorgeworfen wird.
Karls Frau, Königin Henrietta Maria von Frankreich, sah Rossetis Stellung am Hof als vorteilhaft an und forderte den Prälaten auf, nachdem sich eine soziale Beziehung entwickelt hatte, Papst Urban VIII. um den Gegenwert von £100,000 Pfund Sterling für die maroden Kassen von England zu bitten. Der Papst antwortete: „…sehr gerne wäre er bereit dem König zu helfen sobald er selbst Katholik würde“.
Als eine Bill of Attainder erlassen wurde und Erzbischof William Laud zum Tode verurteilt wurde, meinten manche, Laud hätte Katholik werden sollen und nach Rom flüchten sollen wie Rossetti gemeint hatte.

## Rückkehr nach Rom
Als der erste Bischofskrieg ausbrach wurde Rossettis Leben bedroht. Auf Geheiß der englischen Königin Henrietta Maria von Frankreich bekam er Zuflucht im St. James’s Palace. Als er aufgefordert wurde vor dem englischen Unterhaus zu erscheinen, floh er Ende Juli 1641 aus England. Er ging nach Flandern mit Hilfe des Botschafters der Republik Venedig. Seine Anwesenheit in Gent am 7. September 1641 wird durch einen Brief an einen Kardinal Barberini bestätigt, in welchem er über die Kolonisation von Maryland berichtet. Danach kehrte er nach Rom und in die Dienste der Barberini zurück.
Nach seiner Rückkehr nach Rom wurde er am 16. September 1641 zum Titularerzbischof von Tarsus ernannt. Dabei handelte es sich um einen Titularerzbischofssitz und somit hatte der Papst eine Person im Bischofsrang, welchen er sofort auf diplomatische Missionen schicken konnte. Am 8. Dezember 1641 wurde er in Köln vom Apostolischen Nuntius Fabio Chigi zum Bischof geweiht. Rossetti wurde mit dem Titel eines außerordentlichen Nuntius zum Friedenskongress nach Münster und Osnabrück geschickt, welcher den Dreißigjährigen Krieg beenden sollte. Nach dem Kongress blieb er zwei Jahre als Nuntius in Köln. Am 4. Mai 1643 wurde er Nachfolger von Kardinal Francesco Cennini als Bischof von Faenza. Obwohl er 1676 Kardinalbischof von Tusculum (Frascati) wurde, verwaltete er Faenza bis zu seinem Tod im Jahr 1681 weiter. Während seiner Amtszeit führte er mindestens neun Diözesansynoden durch.

## Kardinalat
Im Konsistorium vom 13. Juli 1643 wurde er von Papst Urban VIII. zum Kardinal erhoben. und bereits im September des Jahres als Legatus a latere und als Botschafter nach Köln gesandt. Ein Jahr darauf rief man ihn wegen einer schweren Erkrankung des Papstes nach Rom zurück. Er verließ Deutschland am 11. Mai 1644, kam aber nicht rechtzeitig vor dem Tod des Papstes am 29. Juli 1644 nach Rom. Am Konklave von 1644, welches am 9. August 1644 begann, nahm er teil. Er war treuer Anhänger der Barberini-Fraktion. Obwohl er den vom Königreich Frankreich nominierten Kardinal Giulio Cesare Sacchetti unterstützte, hatte die Wahl von Giovanni Battista Pamphili zu Papst Innozenz X. keine negativen Auswirkungen. Am 28. November 1644 wurde er zum Kardinaldiakon von San Cesareo in Palatio ernannt.
Am 18. August 1653 wechselte er in die Klasse der Kardinalpriester zur Titelkirche Santa Maria in Via und am 9. März 1654 nach San Silvestro in Capite. Nach 18 Jahren auf diesem Titel wurde er am 14. November 1672 zum Kardinalpriester von San Lorenzo in Lucina ernannt. Vom 12. Januar 1654 bis 10. Januar 1656 war er Kämmerer des Heiligen Kardinalskollegiums.
Im Konklave 1655 war er gegen Kardinal Fabio Chigi. Als dieser als Papst Alexander VII. gewählt wurde, kehrte Rossetti in das Bistum Faenza zurück und besuchte Rom bis zum Konklave 1667 nicht mehr. Im Konklave unterstützte er Kardinal d’Elci. Dessen Kandidatur scheiterte aber und Kardinal Giulio Rospigliosi wurde, mit Hilfe der Barberini Fraktion zu Papst Klemens XI. gewählt.
Kardinal Rossetti nahm auch an den Konklaven von 1669–1670 und 1676 teil.
Unter Papst Innozenz XI. wurde er am 19. Oktober 1676 Kardinalbischof von Frascati (Tusculum) und am 8. Januar 1680 Kardinalbischof von Porto-Santa Rufina. Er starb am 23. November 1681 im Alter von 67 Jahren in Faenza und wurde in seiner Kathedrale bestattet.